# Бородаєнко Євген Миколайович
Євген Миколайович Бородаєнко (21 квітня 1955, Коканд, Узбецька РСР) — український волейбольний тренер, колишній волейболіст. Майстер спорту СРСР. Один із найкращих волейболістів Одеси ХХ століття.

## Із життєпису
Євген Бородаєнко народився 21 квітня 1955 року в м. Коканд Узбецької РСР.
Грав за команди «Автомобіліст» (Дніпропетровськ) (1972—1977, 1978—1979 рр.),  ЧГС/«Політехнік» (Одеса) (1977—1978, 1979—1983 рр.).
Чемпіон України 1997, 1998, 1999, 2006 рр.. Срібний призер чемпіонату України 1996, 2000, 2011, 2012, 2013 рр.. Бронзовий призер чемпіонату України 1993, 1994, 2003, 2005, 2007, 2010 рр. Володар Кубка України 1996 року. Учасник «Фіналу чотирьох» Кубку топ-команд Європи 2003 року (4-е місце)..
Майстер спорту СРСР. Один із найкращих волейболістів Одеси ХХ століття.

###### Тренерська діяльність
Тренував команди «Політехнік» (Одеса) (1983—1992 рр.; тренер дубля), «Торпедо» (Одеса) (1992—1995 рр., головний тренер), «Шляховик-СКА» (Одеса, 1995—2000 рр.), «Феміда» (Одеса, 2000—2002 рр.), «Азот» (Черкаси) (2002—2007 рр.), «Імпексагро Спорт» (Черкаси, 2007—2009 рр.), «Надія» (Серпухов, Росія, Вища ліга А, 2010—2011 рр.), «Кримсода» (Красноперекопськ, 2011—2013 рр.), МДТУ (Росія, Вища ліга А, 2014—2017 рр.)..
Очолював національну збірну України (2006—2008 рр.), молодіжну збірну України (1994—1999 рр.).
Був помічником:
- Сергія Скрипки — головного тренера студентської збірної України, яка брала участь в Універсіаді 2011[2],
- Руслана Рубана — головного тренера СК «Фаворит» (Лубни)[3].

У 2018 році очолив волейбольну команду «Політехнік» (Одеса).